# Reino Unido en los Juegos Olímpicos de Lillehammer 1994
El Reino Unido estuvo representado en los Juegos Olímpicos de Lillehammer 1994 por un total de 32 deportistas que compitieron en 8 deportes.  
El portador de la bandera en la ceremonia de apertura fue el biatlón Michael Dixon.

## Medallistas
El equipo olímpico británico obtuvo las siguientes medallas:
| Nombre                         | Deporte                              | Competición       |
| ------------------------------ | ------------------------------------ | ----------------- |
| Oro                            |                                      |                   |
| —                              |                                      |                   |
| Plata                          |                                      |                   |
| —                              |                                      |                   |
| Bronce                         |                                      |                   |
| Jayne Torvill Christopher Dean | Patinaje artístico                   | Danza sobre hielo |
| Nicholas Gooch                 | Patinaje de velocidad en pista corta | 500 m M           |